# Ludwig Ernstsson
Ludwig Ernstsson (* 29. April 1972) ist ein ehemaliger schwedischer Fußballspieler. Der Stürmer bestritt seine Laufbahn in Schweden, Norwegen und Österreich.

## Werdegang
Ernstsson entstammt der Jugend des Östers IF, bei dem er im Alter von sechs Jahren mit dem Fußballspielen begann. Anschließend durchlief er die diversen Jugendmannschaften, ehe er im Laufe der regulären Runde der Erstliga-Spielzeit 1992 in der Allsvenskan debütierte. In der folgenden Spielzeit zwar weiterhin hauptsächlich Ergänzungsspieler kam er an der Seite von Hans Eklund, Jesper Jansson und Peter Wibrån häufiger zum Einsatz und erzielte sein erstes Ligator. In der Spielzeit 1994 avancierte er endgültig zum Stammspieler und gehörte mit elf Saisontoren zu den besten Torschützen der Liga. Nach zwei weiteren Spielzeiten verließ er den KLub.
Der norwegische Klub Kongsvinger IL war auf Ernstsson aufmerksam geworden und holte den Stürmer in die Tippeligaen. An der Seite von Bjørn Berland, Arnfinn Engerbakk, Sven Erik Sætre und Jon Inge Høiland erreichte er mit der Mannschaft den sechsten Tabellenplatz und zog somit in den UEFA Intertoto Cup ein. In der folgenden Spielzeit rutschte er mit dem Klub in den Abstiegskampf, er hatte jedoch im Saisonverlauf verletzungsbedingt pausieren müssen.
Zwischen 6,5 und 7,2 Millionen Schilling bezahlte Frank Stronach im September 1998 für die Transferrechte an Ernstsson. Diesen stellte er anschließend kostenfrei dem von ihm gesponserten FK Austria Wien zur Verfügung. Als Ergänzung zu Christian Mayrleb gedacht, konnte er die in ihn gesetzten Hoffnungen nicht erfüllen. 2000 kehrte er frühzeitig zu Östers IF zurück, und rangierte bei der späteren Wahl zum österreichischen Fußballer des Jahres mit einer Stimme auf dem letzten Platz.
Für Östers IF lief er in der zweitklassigen Superettan auf. Musste er in den ersten beiden Spielzeiten mit seinen Toren gegen den Abstieg in die Drittklassigkeit verhelfen, krönte er sich in der Spielzeit 2002 mit 18 Saisontoren zum Torschützenkönig. Damit verhalf er der Mannschaft zur Zweitligameisterschaft und dem damit verbundenen Aufstieg in die Allsvenskan. In der Erstliga-Spielzeit 2003 kam er verletzungsbedingt nur zu drei Kurzeinsätzen als Einwechselspieler und beendete im Anschluss seine aktive Laufbahn.
Ernstsson übernahm zunächst einen Trainerposten im Jugendbereich von Östers IF. 2009 wurde er Assistenztrainer beim Klub. Als Andreas Ottosson im Juli 2010 sein Amt niederlegte, folgte er ihm als hauptverantwortlicher Trainer nach. Nachdem er jedoch in der Folge ohne Sieg in der Zweitliga-Spielzeit 2010 geblieben war, entband ihn der Klub im September von seinen Aufgaben und ersetzte ihn durch Hans Gren.